# Aron Johansson
Aron Johansson, född 11 januari 1860 i Ryssby, Kronobergs län i Småland, död 2 april 1936 i Jakobs församling, Stockholm, var en svensk arkitekt.

## Biografi

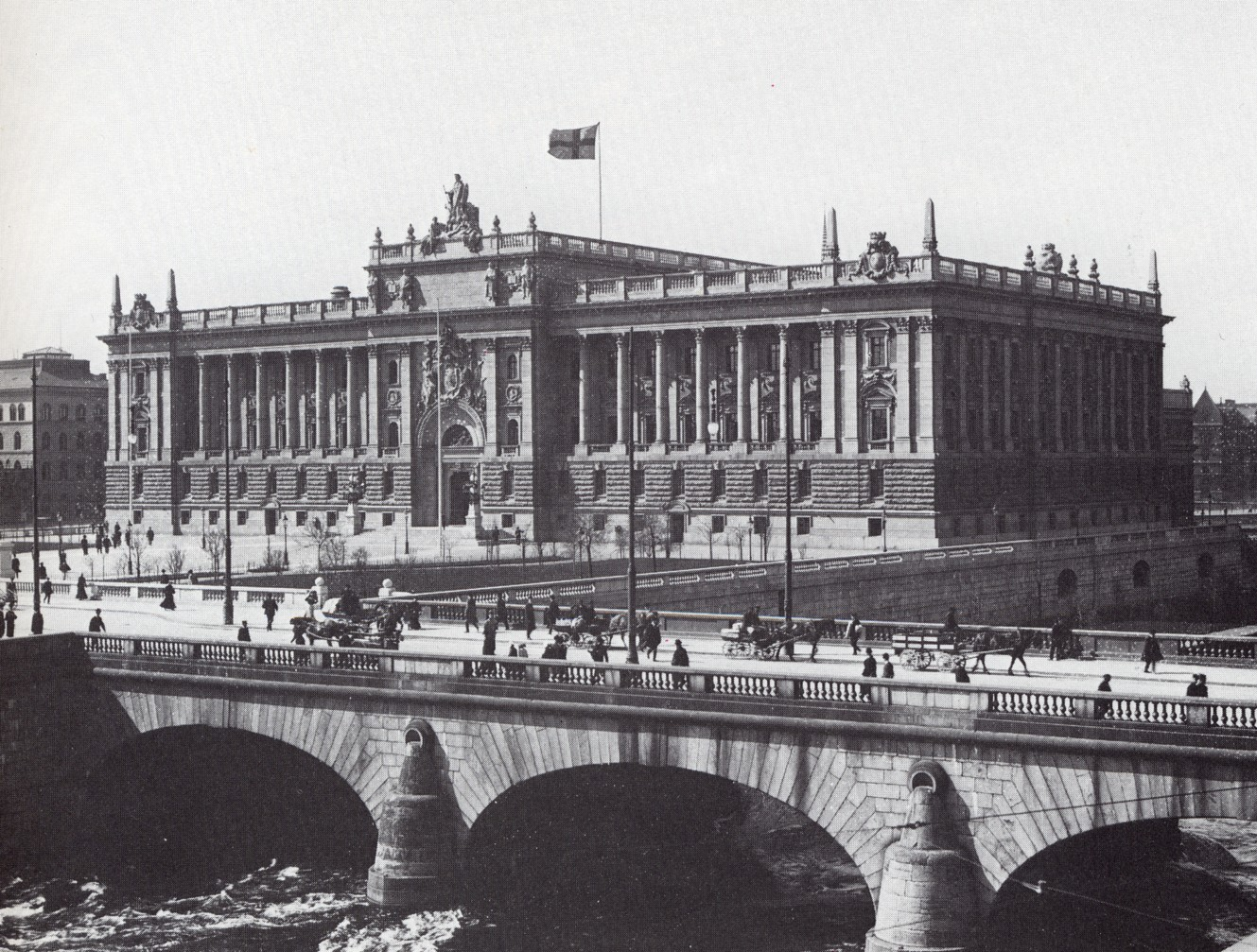
Riksdagshuset 1906

Fadern Johan Swensson, torpare först under Borsna säteri sedan under Tranhult, utvandrade jämte hustru 1877 till Amerika. Aron Johansson genomgick, understödd av häradshövding J.A. Tornérhielm och efter hans död av den kände mecenaten James Dickson i Göteborg, Landskrona elementarläroverk, Chalmerska slöjdskolan 1876-1880 och Kungliga Akademien för de fria konsterna 1881-1884, där han erhöll kungliga medaljen. 1884-1889 företog han en utländsk studieresa till Tyskland, Frankrike, Spanien och Italien, de tre sista åren såsom statens resestipendiat. Aron Johansson gifte sig 1890 med Clara Herfordt, dotter till kanslirådet F. Herfordt i Berlin.
År 1884 fick Johansson anställning som arkitekt i Överintendentsämbetet och blev under de följande decennierna en av de för officiella uppdrag mest anlitade arkitekterna. Sedan 1890 vid riksdags- och riksbanksbyggnaderna på Helgeandsholmen, där Helgo Zettervall ursprungligen hade anställt honom såsom medhjälpare, men det blev Aron Johansson som kom att slutföra projekten. Dessa - Riksdagshuset och Riksbanken - vilka uppfördes efter Johansson 1892 uppgjorda, något ändrade ritningar, blev mycket olika bedömda, många i samtiden var kritiska att två sådana monumentalbyggnader skulle samsas på en liten holme så nära Stockholms slott. Hans ritningar till riksdags- och riksbankshus blev fastställda 1894. Grundstenen till riksdagshuset lades 13 maj 1897, och byggnaden stod färdig att användas av 1905 års riksdag. Bankbyggnaden fullbordades 1906.
Bland Johanssons verk märks för övrigt bland annat Stockholms stads sparbank påbörjad 1894 i kvarteret Rosenbad, av granit och slätputsat tegel i vacker florentinsk renässans, sparbanksbyggnaden i Gävle (1900), av granit och marmor), Stockholm-Övre Norrlands bankbyggnad i Luleå 
1903,  riksbanksbyggnader i Kalmar och Gamla Riksbankshuset, Karlstad, samt Gamla Riksbankshuset, Örebro. Han har även ritat Landsstatens byggnad i Härnösand 1908 och nybyggnader för Danvikens hospital vid Finnboda i Nacka samma år. Första utkastet till de sistnämnda ståtliga komplexen gjordes redan 1892 och byggnaderna stod färdiga såsom Danvikshem 1915. Johansson utformade telegrafhus i åtskilliga städer, bland annat det på Drottninggatan i Norrköping belägna Gamla Telegrafstationen, byggd i jugend och nationalromantisk stil under åren 1909-1912, vidare Televerkets hus i Uppsala i hörnet av Bangårdsgatan och Kungsängsgatan, uppfört 1916-1917, samt även ett dito i Lund åt dåvarande Telegrafverket och ett dito vid Lilla Torg i Halmstad, byggt 1924-1925. Johansson utformade också en ombyggnad av telegrafhuset i Stockholm och av det gamla riksdagshuset i Stockholm.
Johanssons arkitektur är oftast massivt monumental i imiterade renässans- och barockstilar. Aron Johansson blev ledamot av Konstakademien 1906.

## Bilder

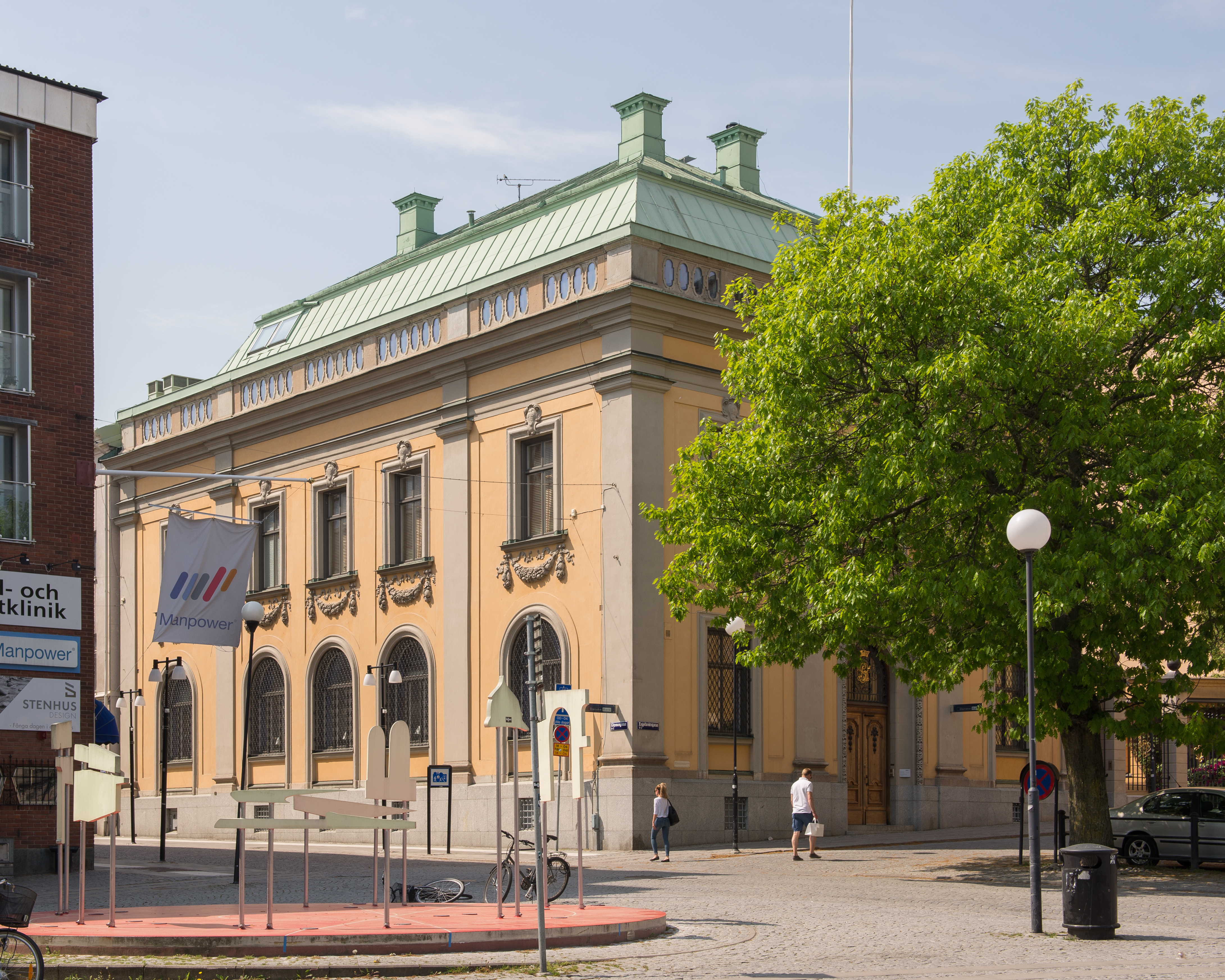
Riksbanken i Örebro
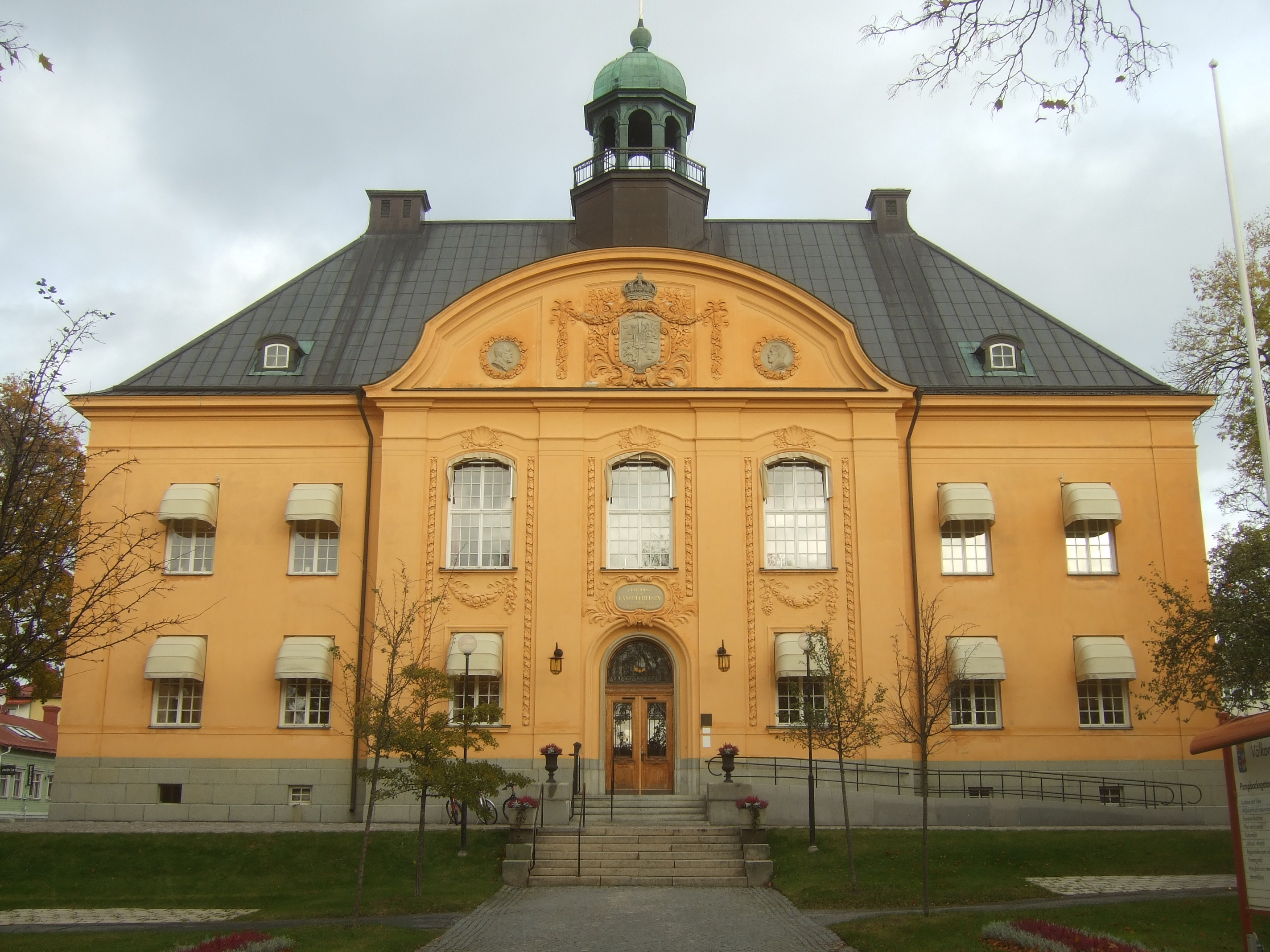
Landstatshuset i Härnösand
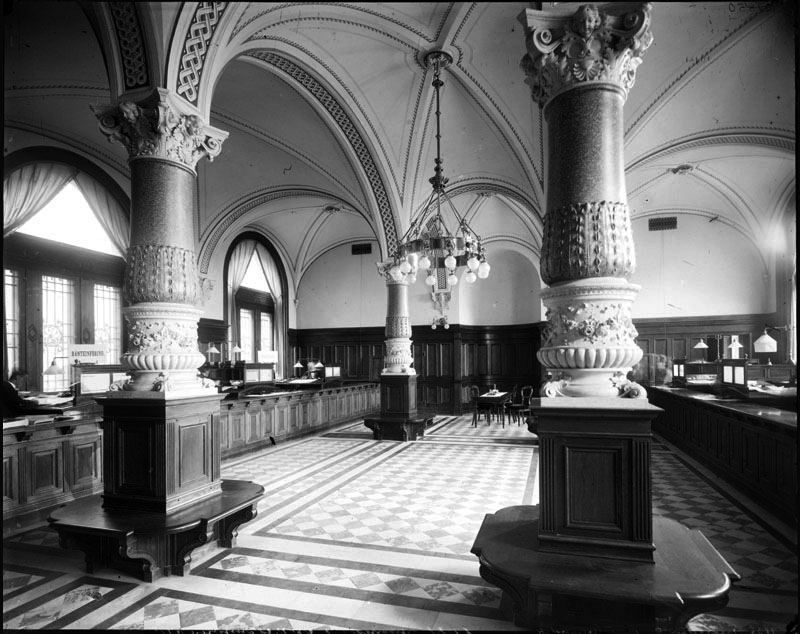
Stockholms stads sparbank
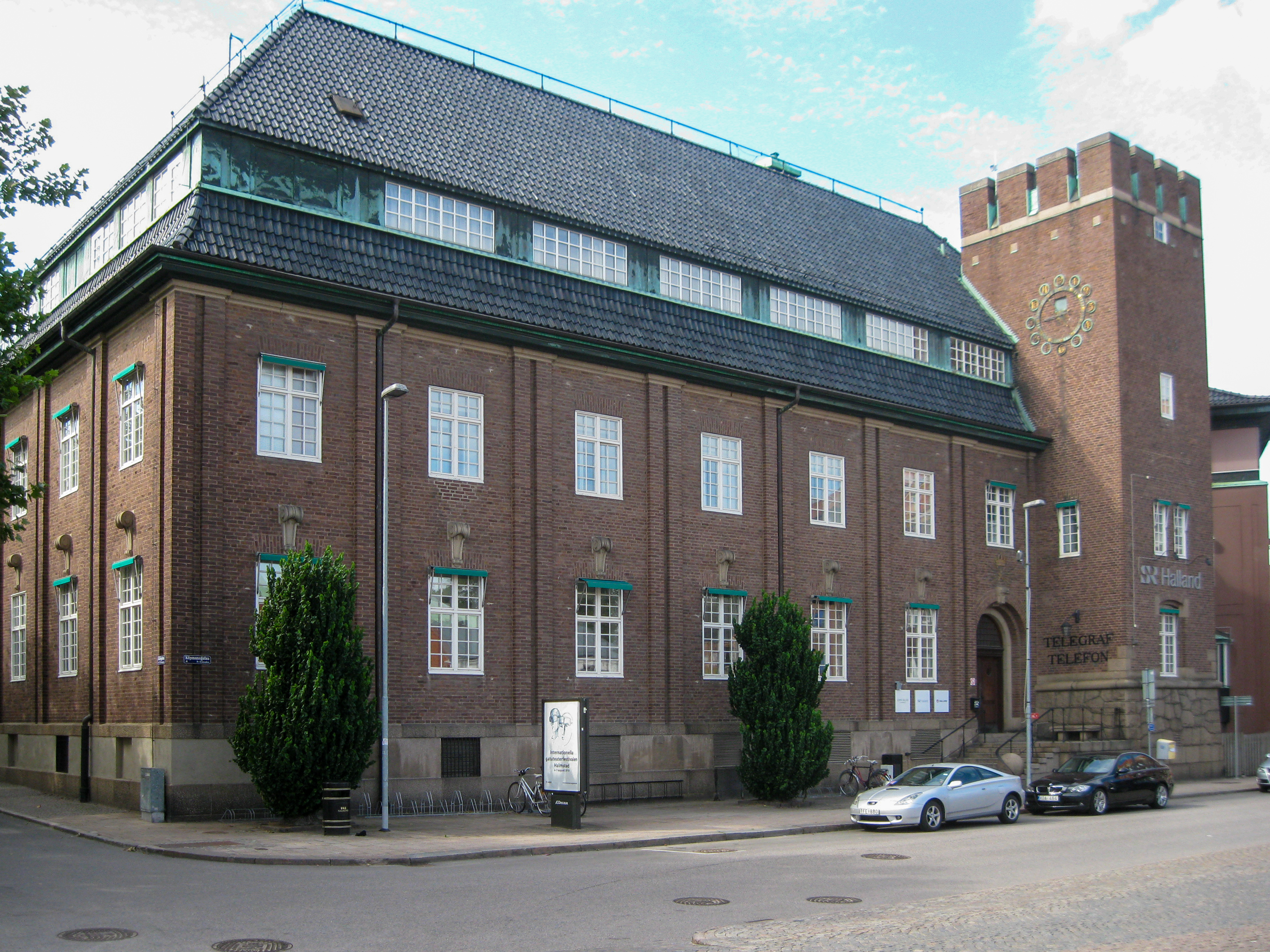
Telegrafverket, Halmstad
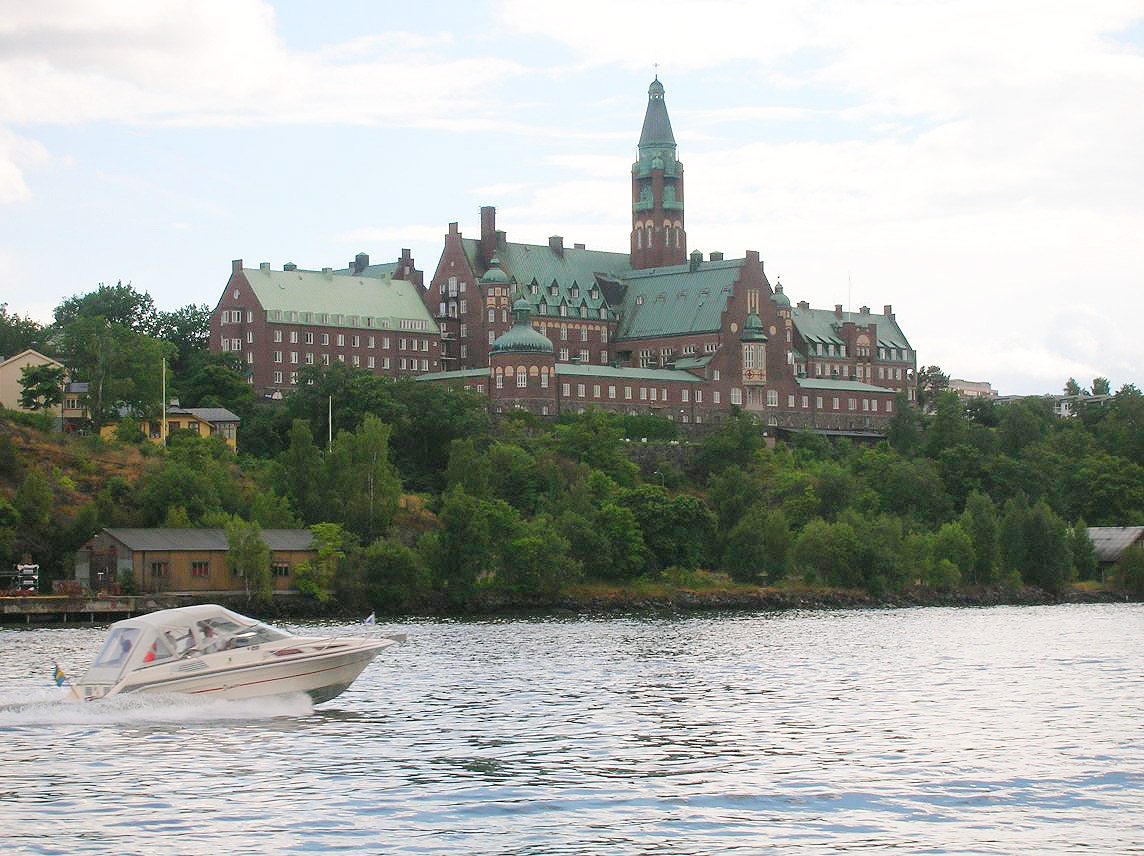
Danvikshem